# RV Thomas G. Thompson (AGOR-23)
De RV Thomas G. Thompson (AGOR-23) is een onderzoeksschip dat gebruikt wordt door de University-National Oceanographic Laboratory System (UNOLS) om onderzoek te doen naar de kustwateren en de diepzee.

## Bouw
Ze werd gebouwd in de Halter Marine Shipyard in Moss Point, Mississippi, daar waar ook de kiel werd gelegd op 29 maart 1989. Op 27 juli 1990 werd ze te water gelaten en op 8 juli 1991, een dag eerder dan gepland, was het schip klaar voor gebruik en werd zij aan de Office of Naval Research overgedragen.

## Apparatuur
Het schip is uitgerust met een verscheidenheid aan high-tech apparatuur en is voorbereid op een diversiteit aan onderzoeksprojecten.  
Ze beschikt over drie kranen, drie lieren en een A-framekraan die gebruikt kunnen worden om apparatuur in en uit het water te hijsen. Ook zijn er aan boord van de Thomas G. Thompson machines om de watereigenschappen, waterstromingen en temperatuur te meten. Het schip is uitgerust met een Kongsberg Simrad EM 302 Multibeam echolood dat gebruikt wordt om de zeebodem in kaart te brengen. Dit toestel is in staat vrijwel de volledige oceaanbodem in kaart te brengen, op diepe troggen na. De machine wordt gebruikt vanaf 10 tot 5.000 meter diepte. Onderzoekers gebruiken in combinatie met de Kongsberg ook een sonarsysteem.

## Bemanning

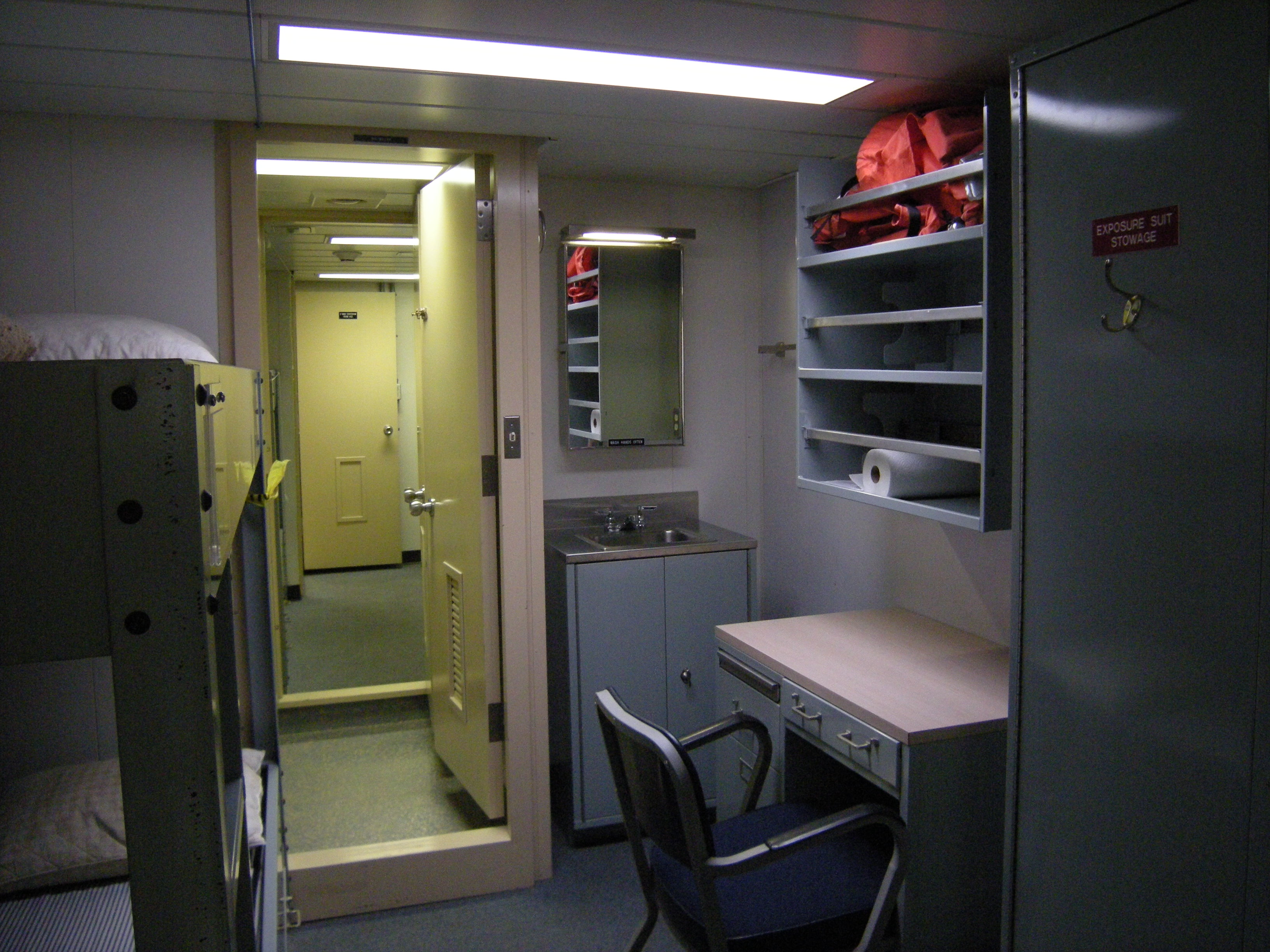
Een desk en stapelbed in een van de vele ruimtes van het schip

Het schip heeft een vaste bemanning van 20 officieren en bemanningsleden die het schip 24 uur per dag onderhouden en beheren. Tijdens onderzoeksmissies zijn soms grote teams van wetenschappers betrokken en aan boord is plek voor maar liefst 37 wetenschappers en marinetechnici.

## Geschiedenis
In 2016 zette zij koers naar de Vigor Marine Shipyard, gelegen in het zuiden van Seattle. Hier bleef ze de volgende 18 maanden liggen om op grote schaal renovaties te doorlopen zodat ze er het komende kwarteeuw weer tegenaan kon. Onder andere werden de zes dieselmotoren vervangen, werden er verbeterde controle panelen en moderne navigatie systemen toegevoegd en de ventilatie en verwarming geüpgraded. Aan de renovatie hing een prijskaartje van maar liefst 52 miljoen dollar.
Op 5 februari 2018 vertrok ze voor 823 dagen om onderzoeksmissies uit te voeren rond Antarctica, Australië, Hawaï, India, Massachusetts, Namibië, Nieuw-Zeeland, Zuid-Afrika, Sri Lanka, Taiwan en Uruguay. Het schip voer meer dan 100.000 zeemijlen. Volgens de planning zou het schip ook nog langs Tahiti varen, maar door de uitbraak van Covid-19 kwam zij twee maanden eerder terug op 8 mei 2020. De 23 bemanningsleden aan boord moesten hierna direct in strikte quarantaine.
Op 17 oktober 2022 deed het schip een 12 uur lang onderzoek naar methaanbubbels in de buurt van Alki Point, Seattle. Deze bubbels zouden kunnen helpen met het voorspellen van aardbevingen, omdat in de buurt van Alki Point twee aardplaten samenkomen. Dit zijn de Juan de Fucaplaat en de Noord-Amerikaanse Plaat. Als de platen langs elkaar schuiven, lekt er gas en vloeistof uit de onderliggende subductiezone. De methaanpluimen trekken plankton aan, waar weer vissen en andere dieren op afkomen. Onderzoekers schatten dat de gaspluimen al zeker 15.000 jaar op deze plek bestaan.

### I08S GO-SHIP cruise

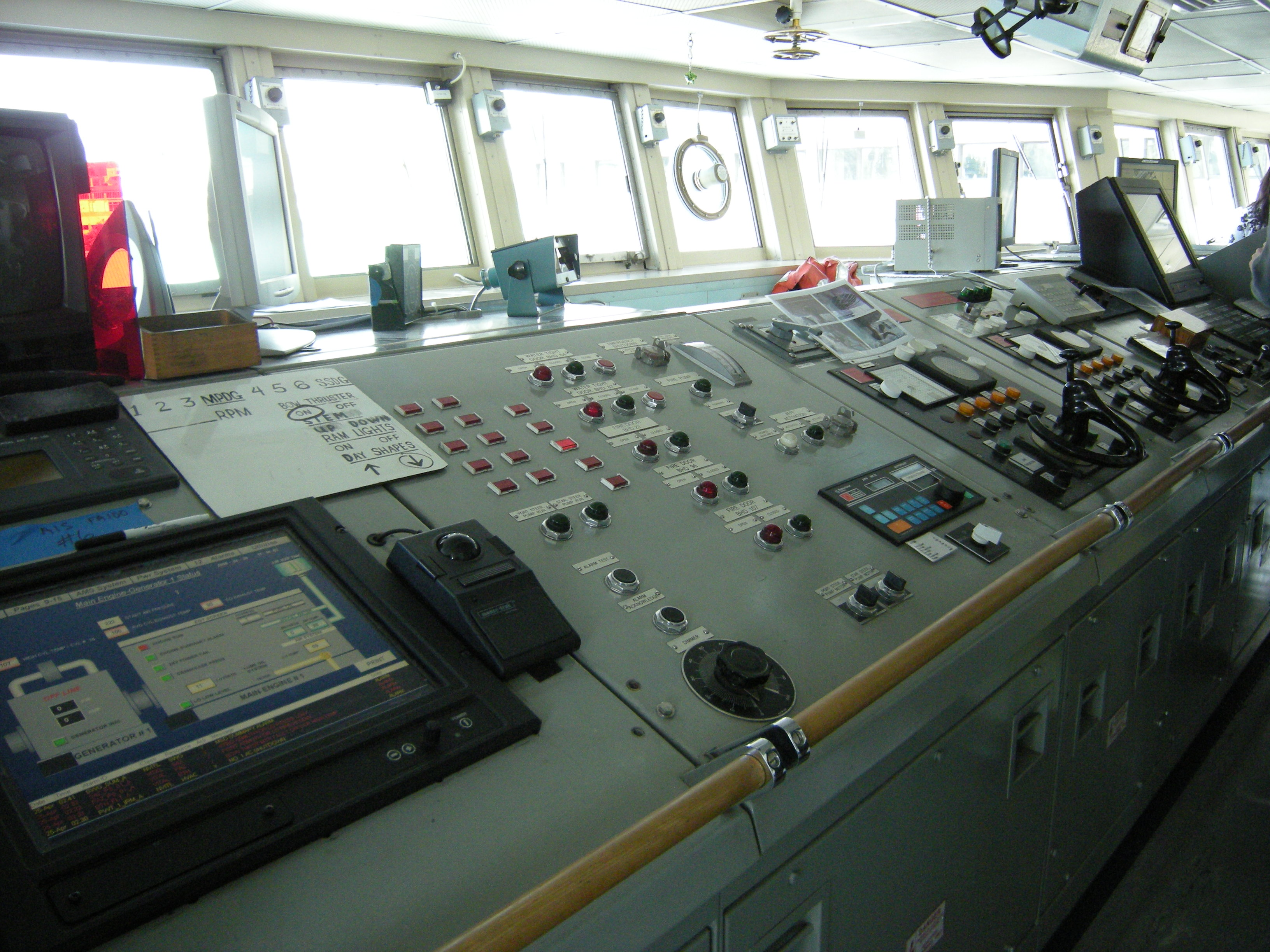
De brug van RV Thomas Thompson

Op 21 februari 2024 vertrok de RV Thomas G. Thompson uit Fremantle, Australië op een cruise naar Prydz Bay in Antarctica. De missie werd begeleid door wetenschappers van het Atlantic Oceanographic and Meteorological Laboratory (AOML) en het Cooperative Institute for Marine and Atmospheric Sciences (CIMAS).
De I08S GO-SHIP cruise van 2024 is onderdeel van een internationaal GO-SHIP programma. De I08S-route loopt over de Indische Oceaan zuidwaarts richting de ijskappen van Antarctica. Deze route werd ook in de jaren 1994, 2003, 2007 en 2016 gevolgd.
De missie had onder andere als doel om de 84 waterstations die langs de route liggen te checken en te repareren waar nodig. Deze stations nemen monsters van het water vanaf het wateroppervlak tot aan de bodem van de oceaan. Een gedeelte van het team zou zich wijden aan biologische metingen bij selectieve stations. De monsters geven informatie over onder andere het zoutgehalte, zuurstof en de koolstofparameters.
Ondanks de zeven stormen waar het schip doorheen moest varen, keerde zij veilig terug in Fremantle op 1 april 2024. Van de geplande 84 stations waren er 66 bezocht en gecontroleerd.

## Naamgeving
Ze is vernoemd naar Dr. Thomas Gordon Thompson, een Amerikaanse scheikundige die de Oceanografische Laboratoria van de Universiteit van Washington heeft opgericht in 1930. Ook heeft hij grote inspanningen verricht, gewijd aan onderzoek naar de chemie van zeewater.